# Cellobiosio fosforilasi
La cellobiosio fosforilasi è un enzima appartenente alla classe delle transferasi, che catalizza la seguente reazione:
cellobiosio + fosfato ⇄ α-D-glucosio 1-fosfato + D-glucosio